# 怯懦

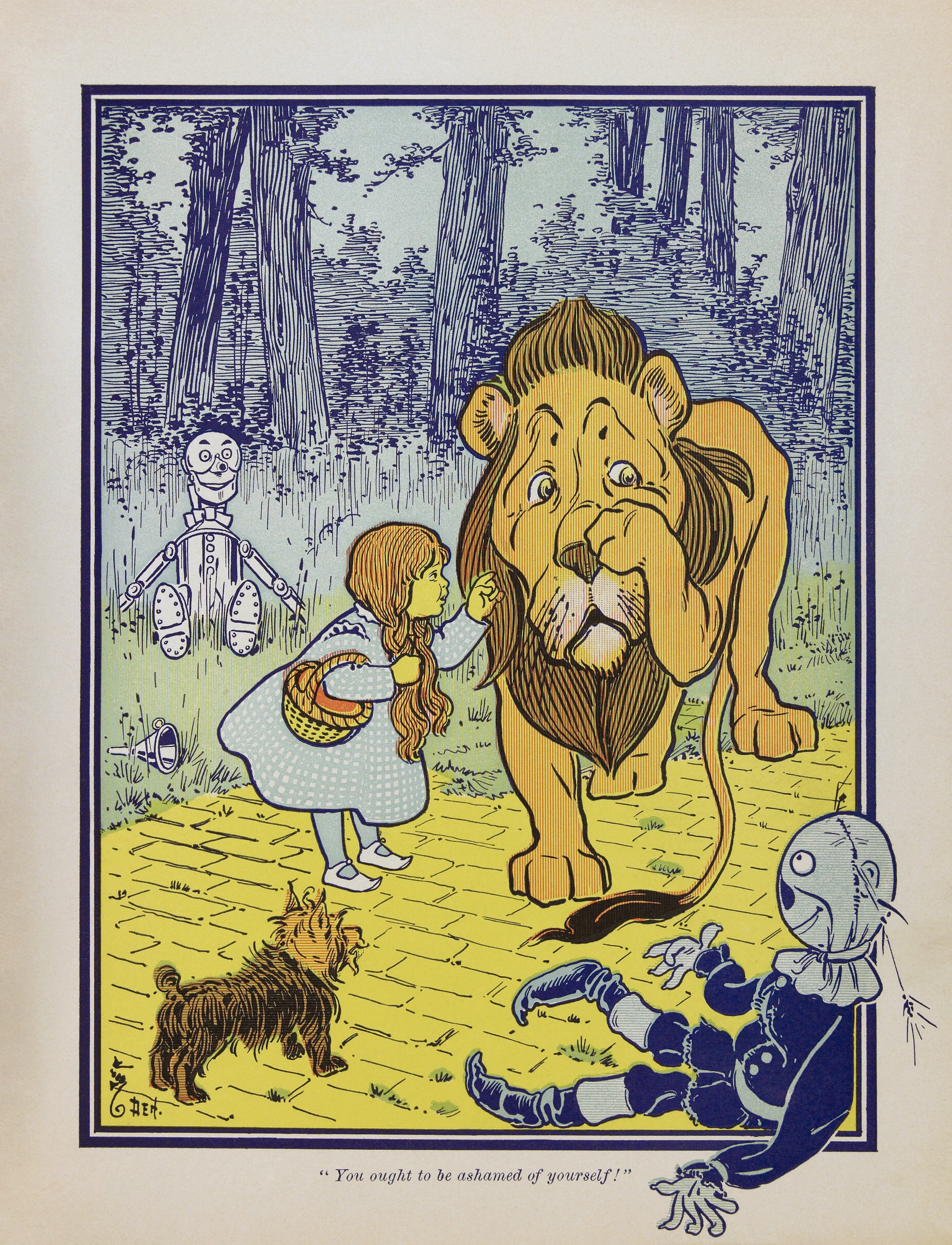
胆小的狮子，出自《绿野仙踪》

怯懦是一种性格特征，其中过度的恐惧會讓一个人不願冒险。 它是勇气的反面。當有人不願面对挑战时就被會被貼上怯懦的標籤。屈服于懦弱的人經常會被称为「懦夫」。 
美国军事司法法典将战斗中的怯懦行为定为可处以死刑的罪行。 
与许多现有和以前现存的文化所要求的行为或特征相反，懦弱被视为一种性格缺陷，许多社会及其代表对其进行污名化和/或惩罚。

## 词源
根据在线词源词典，coward（「怯懦」在英語中的對應單詞）源自古法语单词coart （现代法语：couard ），它是“尾巴”一詞（现代法语：queue，拉丁语：cauda ）和代理名词后缀的组合。因此，它的意思是“有尾巴的人”，这可能会让人联想到动物在害怕逃跑时展示尾巴（“將尾巴转向他者”）的图像，或狗害怕時將尾巴放在腿間的習慣。像许多其他源自法语的英语单词一样，这个词是在1066年诺曼人征服英格兰后，由讲法语的诺曼人引入。
然而，英语姓氏Coward（如Noël Coward）与“cowherd”一词具有相同的起源和含义。

## 军法
怯懦的行为长期以来受军法惩罚，军法定义了范围广泛的怯懦罪行，包括在敌人面前逃兵和违抗命令向敌人投降。对此类行为的惩罚通常很严厉，从体罚到死刑不等。
一般而言，在第一次世界大战期间，臨陣退縮者会被处以死刑，被抓到的人通常会接受军事法庭审判，在许多情况下，还会被行刑队处决。因懦弱而被处决的英国士兵往往没有在战争纪念碑上纪念，他们的家人往往得不到福利，不得不忍受社会污名。 然而，几十年后，这些士兵都在2006年英国武装部队法案中获得了死后赦免，并以黎明中弹纪念碑来纪念。与英国、加拿大、法国、德国和苏联/俄罗斯军队不同，美国军队以士兵的胆怯为由审判士兵，但从未执行过死刑，而德国指挥官则不太愿意将处决作为一种惩罚形式。 
军事历史学家 Samuel Lyman Atwood Marshall （簡寫作 S.L.A. Marshall，又稱Slam， 1900年-1977年）在相關議題上引發争议，他声称二战中75%的美国作战部队从未以杀人为目的向敌人开火，即使在直接威胁下也是如此。戴夫·格罗斯曼（Dave Grossman）在他的《论杀戮：战争和社会中学习杀戮的心理成本》（英語名：On Killing: The Psychological Cost of Learning to Kill in War and Society）一书中试图解释这些发现。Marshall 的发现后来被质疑是错误的甚至是捏造的，且没有在对第二次世界大战中加拿大军队的更严格的研究中得到复制。 